# Spanyolország az 1936. évi téli olimpiai játékokon
Spanyolország a németországi Garmisch-Partenkirchenben megrendezett 1936. évi téli olimpiai játékok egyik részt vevő nemzete volt. Az országot az olimpián 2 sportágban 6 sportoló képviselte, akik érmet nem szereztek. Spanyolország először vett részt a téli olimpiai játékokon.

## Alpesisí
Női
| Versenyző        | Versenyszám | Lesiklás | Lesiklás | Lesiklás | Műlesiklás | Műlesiklás | Műlesiklás | Műlesiklás | Műlesiklás | Műlesiklás | Műlesiklás | Összesítés | Összesítés |
| Versenyző        | Versenyszám | Lesiklás | Lesiklás | Lesiklás | 1. futam   | 1. futam   | 2. futam   | 2. futam   | Össz.      | Össz.      | Össz.      | Összesítés | Összesítés |
| Versenyző        | Versenyszám | Idő      | Pont     | Hely.    | Idő        | Hely.      | Idő        | Hely.      | Idő        | Pont       | Hely.      | Pont       | Helyezés   |
| ---------------- | ----------- | -------- | -------- | -------- | ---------- | ---------- | ---------- | ---------- | ---------- | ---------- | ---------- | ---------- | ---------- |
| Ernestina Maenza | Összetett   | 18:51,4  | 26,90    | 37.      | nem indult | nem indult | kiesett    | kiesett    | kiesett    | kiesett    | kiesett    | kiesett    | kiesett    |
| Margot Moles     | Összetett   | 10:52,4  | 46,66    | 35.      | 2:50,1     | 34.        | kizárták   | kizárták   | kiesett    | kiesett    | kiesett    | kiesett    | kiesett    |

## Sífutás
| Versenyző         | Versenyszám | Eredmény      | Helyezés      |
| ----------------- | ----------- | ------------- | ------------- |
| Enrique Millán    | 18 km       | nem ért célba | nem ért célba |
| José Oriol Canals | 18 km       | 1:40:14       | 65.           |
| Jesús Suárez      | 18 km       | 1:39:12       | 63.           |
| Tomas Velasco     | 18 km       | 1:37:25       | 62.           |